# Tõlliste
Tõlliste – wieś w Estonii, prowincji Valga, w gminie Tõlliste.